# 捐贈
捐贈（英語：Donation），臺灣俗稱寄付，在實況產業中俗稱斗內或抖內（即英語 donate 的漢語音譯），是作為公共或慈善用途之贈與或捐獻，目的有多種。捐贈是施恩，付出自己所有，例如金錢、物資、服務、身體器官、時間、名譽等，去贊助受惠者，例如藝術家、政治人物、宗教團體、慈善機構、弱勢社群等。
捐贈時通常會收到感謝狀或感謝函，有時受贈者為了感謝捐獻者，會將學校、機關、建築物等以捐獻者的名字來命名；有時則給予演唱會、宴會、酒會、舞會等的入場券，或者給予限量版紀念品、免稅額、特许等。有時還可以得到榮譽學位、頭銜、勳章、爵士稱號（如MBE等）。
以宗教角度，捐贈行為是一種做功德的行為，有分「陰德」和「明德」。陰德是施恩不揚名，多以「無名氏」或「有心人」等自稱，匿名捐贈，相對於有目的捐贈，是一種「高尚情操」。明德則是求名聲顯達，報酬則往往是慈善家的頭銜。另也有公共用捐獻（dedication to public use），意指將所有或部分財產，捐獻於公共使用。財產所有人無法對已捐獻於公共使用之財產，主張任何權利。

## 相關
- 志願工作者
- 公益金
- 籌款活動
- 器官捐贈
- 禮物經濟
- 食物銀行
- 現金分享計劃